# سوزان جيربي
سوزان جيربي (بالإنجليزية: Susan Gerbi)‏ (مواليد 1944) بروفيسورة جورج إغيلستون للكيمياء الحيوية وبروفيسورة في علم الأحياء في جامعة براون.

## النشأة والتعليم
حصلت سوزان جيربي على شهادة البكالوريوس في علم الحيوان من كلية بارناردعام 1965. وكانت باحثة ما بعد الدكتوراه في معهد ماكس بلانك للبيولوجيا في توبنغن، ألمانيا.

## مسيرة البحث العلمي
حصلت جربى على الدكتوراه من جامعة يل عام 1970 لعملها مع جوزيف جال؛ وطوّرت هي وجال تقنية في التهجيين الموضعي لتحديد موقع الرنا أو الدنا في الأنسجة. بعد حصولها على الدكتوراه، أكملت الزمالة في معهد ماكس بلانك قبل عودتها إلى الولايات المتحدة وتأسيس مختبرها. بين عامي 1998 و2001، نشرت بحثًا يصف طريقة تحديد النوكليوتيدات التي يبدأ منها تضاعف الحمض النووي للجين وبيّنت ذلك في الخميرة وحقيقيات النوى الأخرى، واكتشفت أن هذا الموقع مجاور لموقع ربط معقد تمييز المنشأ. كما غطّت أبحاثها الحديثة موضوع الحفاظ على تسلسل الحمض النووي الريبي الريباسي بين بدائيات النواة وحقيقيات النوى، بالإضافة إلى دور الحمض النووي الريبي الصغير النويِّي خلال تعديلات ما بعد الترجمة للحمض النووي الريبي الريباسي.

## الأبحاث

### بداية تضاعف الحمض النووي
ابتكر مختبر جيربي طريقة تضاعف نقطة البدء (RIP) لتحديد موقع بدء تضاعف الحمض النووي في طور النيوكليوتيدات. وكشف تطبيق هذه الطريقة على الخميرة والكائنات الحية الأعلى أن تركيب الحمض النووي يبدأ من موقع جوار موقع ربط معقد تمييز المنشأ (ORC) المكون من ستة ببتيدات.
طوّر مختبرها استخدام نوكلياز لمدا (λ-exo) لدعم تضاعف الحمض النووي، وأصبحت هذه الطريقة تستخدم الآن على نطاق واسع من العديد من المجموعات. يعتبر نوكلياز لمدا أساس البروتوكول الشائع لتسلسل الخيوط الوليدة (NS-seq) لاكتشاف وتحديد أصول الجينومية الواسعة، وتم نشره مؤخرًا بواسطة مختبر جيربي مع تحسينات مقترحة.
تدرس د.جيربي عملية إعادة التضاعف حيثما يُنشط المنشأ لأكثر من مرة في طور S واحد أي عندما يتغلب على الضوابط الخلوية الطبيعية. تُركز دراساتها على التحكم المنظّم تنمويًا بمواقع محددة لإعادة التضاعف في نفائش الرنا لذبابة سيارا، الذي يؤدي إلى تضخم الحمض النووي. بعد درستها لنفائش Sciara DNA II /9A بتعمق، بدأت توسّع تجاربها لتشمل 9 نفائش رئيسية و9 نفائش ثانوية من الحمض النووي لذبابة سيارا بإعادة ترتيب تسلسل جينوم ذبابة سيارا باستخدام أحدث التقنيات (بما في ذلك Oxford Nanopore MinION) للتعرف على نفائش الحمض النووي الأخرى عن طريق عدد نسخها المتزايدة. تشير البيانات إلى أن مستقبل الهرمونُ الستيروئيديُّ إكدِيسُون يرتبط بجوار ORC وقد يتفاعل مع آلية التضاعف لتعزيز إعادة التضاعف. وهي تدرس ما إذا كانت الآلية المستخدمة لتضخيم الحمض النووي في نفائش الحمض النووي لذبابة سيارا التي تستخدم مستقبلات هرمون الستيرويد تنطبق أيضًا على تضخم الجينات في سرطان الثدي البشري، وبالتالي توضيح ما هي الأحداث التي تؤدي إلى تضخم الحمض النووي الذي يعد من العلامات المميزة للسرطان.

## البنية الريباسية، التطور والتكوين الحيوي
حدد مختبر جيربي تسلسل أول تَوَالانيّة 28Sr RNA. وأوضح أن بعض التسلسلات تحفظ بشكل ممتاز، حتى بين الرنا الريباسي للبكتيريا وحقيقات النوى، وبالتالي تحديد المواقع الوظيفية المهمة في الرنا الريباسي. وأثبتت أن البنى الثانوية محفوظة النوى وجدت في الرنا الريباسي من البكتيريا حتى حقيقيات النوى. واكتشفت سلاسل مدرجة متغيرة الطول والتسلسل في الرنا الريباسي لحقيقيات النوى التي أطلقت عليها اسم (شرائح التوسّع). حدد تحليلها الأخير للمعلومات البيولوجية لتسلسل الرنا الريباسي من جميع مجالات الحياة توقيع التسلسل الخاص بمجال معين (على سبيل المثال، عناصر النوكليوتيدات المحفوظة في حقيقيات النوى ولكن ليس في البكتيريا أو الأثر القديم)، وبينت هذه التحقيقات إمكانية وجود فئة جديدة من المضادات الحيوية تستهدف عناصر النيوكليوتيد المحفوظة.

## تدريب الخريجين وما بعد الدكتوراه
تتمتع الدكتورة جيربي بخبرة سابقة كبيرة في توجيه طلاب الدراسات العليا وطلاب مرحلة ما بعد الدكتوراة وأعضاء الهيئة التدريسية. دربت 13 طالب للحصول على الدكتوراه و 37 طالب ما بعد الدكتوراه، واصل أفراد كلا المجموعتين أداء وظائفهم في مجال العلوم. عملت كمحقق رئيسي في منحة NIH للتدريب قبل الدكتوراه في جامعة براون (NIH-5T32-GM07601)، وفي البيولوجيا الجزيئية والخلوية من 1982 إلى 2010 (33 عامًا). اعترف بنجاحها في التوجيه بمنحها جائزتين من جامعة براون: جائزة العميد للنهوض بالكلية (2009)، وجائزة العميد للتميز في الدراسات العليا و/ أو ما بعد الدكتوراه (2012).
لعبت الدكتورة جربي دورًا قياديًا على المستوى الوطني في أفضل تدريب لطلاب الدراسات العليا وما بعد الدكتوراه، بما في ذلك التوجيه: رئيسة مؤتمرتوافق الآراء FASEB للتعليم العالي، عضو مؤسس ورئيسة أبحاث الدراسات العليا لـ AAMC مجموعة التعليم والتدريب (GREAT). وعملت الدكتورة جيربي في المعاهد الوطنية للصحة لمراجعة منح التدريب وشاركت في ورش المعاهد الوطنية للصحة حول التدريب والامتهان. كانت عضوًا في لجنة الأكاديمية الوطنية للعلوم المعنية بدراسة الاحتياجات الوطنية للعاملين في مجال البحوث الطبية الحيوية وشهدت بشأن تعليم الدراسات العليا أمام كل من اللجنتين الفرعيتين لمجلس النواب ومجلس الشيوخ بشأن الاعتمادات.

## الجوائز والتكريمات
كانت جيربي رئيسة الجمعية الأمريكية لعلم الأحياء الخلوي عام 1993. ترأست جمعية النساء في لجنة علم الأحياء الخلوي التي أصبحت لجنة دائمة رسمية للجمعية الأمريكية لعلم الأحياء الخلوي عام 1992 بجهد قادته جيربي. حصلت جيربي أيضًا على جائزة حاكم ولاية رود آيلاند للتفوق العلمي. وهي زميلة في الجمعية الأمريكية لتقدم العلوم انتخب عام 2008. وفي عام 2013 كرّمها مشروع التاريخ القومي للنساء كواحدة من 18 امرأة تم تكريمهن في شهر تاريخ المرأة.جربي هي عضو مؤسس في جمعية روزاليند فرانكلين، التي تشكلت في عام 2007.